# Молино ди Маландријано (Парма)
Молино ди Маландријано је насеље у Италији у округу Парма, региону Емилија-Ромања.
Према процени из 2011. у насељу је живело 55 становника. Насеље се налази на надморској висини од 98 м.